# Eugen Durbacă
Eugen Durbacă (n. 16 mai 1943, Bacău, România) este un senator român în legislatura 2012-2016 ales în județul Galați pe listele USL, din partea PC. În legislatura 2012-2016, Eugen Durbacă a inițiat 42 de propuneri legislative, din care 5 au fost promulgate legi. Eugen Durbacă a fost ales ca senator și în legislatura 1996-2000 dar a demisionat pe data de 9 decembrie 1996 pentru a-și păstra funcția de primar al Galațiului, și a fost înlocuit de senatorul Viorel Ștefan. La alegerile din 2016, a fost ales deputat de Galați din partea ALDE și este membru în grupurile parlamentare de prietenie cu Republica Turcia și Republica Zambia.

### Biografie:
Eugen Durbacă s-a născut la data de 16 mai 1943, în municipiul Bacău, fiind al doilea copil al familiei de brăileni, Vintilă și Ștefana Durbacă.
După finalizarea studiilor medii la Liceul „George Bacovia” (astăzi Colegiul „Ferdinand I”) din Bacău, tânărul Eugen a urmat cursurile Facultății de Mecanică din cadrul Institutului Politehnic Iași (actuala Universitate Tehnică „Gheorghe Asachi”), specializarea Inginer mașini termice, pe care a absolvit-o în anul 1966.
Ulterior, a fost și studentul Academiei de Studii Economice „Ștefan Gheorghiu”, finalizând cursurile în 1984. Zece ani mai târziu, Eugen Durbacă a studiat Management Administrativ în Grecia, la Management Services International.

###### Cariera
După absolvirea facultății, între anii 1967 și 1972, Eugen Durbacă a lucrat ca inginer mecanic la Întreprinderea de Construcții și Montaje Siderurgice Galați, urmând ca din anul 1972 și până în 1977, să dețină funcția de Șef Secție la Întreprinderea de Construcții și Montaje Siderurgice Galați.
În anul 1977, a fost numit Director S.U.C.T. Galați, iar până în 1983 a fost Director la Întreprinderea de Utilaje Grele pentru Construcții.
Succesele sale profesionale au făcut ca în anul 1982 să fie propus pentru funcția de ministru adjunct al metalurgiei.
Ulterior, între anii 1983 – 1984, Eugen Durbacă a condus Centrala Industrială Navală Galați, fiind directorul general al acestei instituții. Aici avea în subordine Șantierul Naval Galați, Întrepriderea Mecanică Navală Galați, Întreprinderea de Comerț Exterior Centrală Navală Galați, IMN Galați, Fabrica de elice navale Galați, Întreprinderea de Construcții Navale Constanța, Întreprinderea de Construcții Navale și Prelucrare la Cald din Turnul Severin, Întrepinderea de Construcții Navale și Utilaje Tehnologice Tulcea, Întreprinderea de Construcții de Nave și Piese Turnate Oltenița, Șantierul Naval Brăila, Santierul Naval Giurgiu, ICPRONAV, Șantierul Naval Mangalia și IMN Constanța.
În acea perioadă, în Șantierul Naval Constanța a început și construirea petrolierului Biruința, o navă cu o capacitate de 163.647 de tone deadweight.
La începutul anului 1985, Eugen Durbacă a revenit la conducerea Întreprinderii de Utilaje Grele pentru Construcții Galați, la cârma căreia a rămas până în 1990.
După revoluție acesta a lucrat ca Inginer principal la Trustul Antrepriză Generală de Construcții Montaj Galați, iar în perioada 2000 – 2004 a ocupat aceeași funcție la S.C. Deltarom S.A. Galați.

## Viața politică
În anul 1992, Eugen Durbacă a candidat la funcția de primar al municipiului Galați și a câștigat alegerile de două ori consecutiv, între anii 1992 – 1996 și 1996 – 2000. La finalul primului mandat, în 1996, acesta a devenit și senator, însă și-a prezentat demisia în Parlamentul României pentru a fi alături de gălățeni.
La alegerile din anul 2000, a fost ales consilier local de Galați, iar doi ani mai târziu a devenit vicepreședintele Partidului Conservator.
În iunie 2004, Eugen Durbacă a fost ales Președintele Consiliului Județului Galați pentru un mandat, iar în octombrie 2008 a devenit Vicepreședintele Consiliului Județului Galați.
2012 a fost anul în care acesta a fost numit vicepreședinte al Partidului Conservator. Tot de atunci, Eugen Durbacă îndeplinește și funcția de vicelider al grupului pamentar Liberal Conservator – ALDE, fiind totodată Secretar al Comisiei pentru regulament și membru în comisia de politică externă a Senatului.
De asemenea, în 2012, Eugen Durbacă a fost ales senator din partea USL și a Partidului Conservator în Colegiul Uninominal nr. 4, Circumscripția Electorală nr. 18 Galați.
De asemenea, în 2016, Eugen Durbacă a fost ales deputat din partea ALDE ,în circumscriptia electorala nr.18 Galați.
Deputatul Eugen Durbacă s-a înscris în PPU (social-liberal) venind din Pro România. Acesta s-a întors, practic, alături de umaniști, unde a mai activat o lungă parte din cariera sa politică.
Pe data de 28 aprilie 2022, Eugen Durbacă a primit titlul de Cetățean de onoare al județului Galați.
https://www.monitoruldegalati.ro/politica/sedinta-festiva-a-cj-galati,-pretuita-de-ips-casian-si-umbrita-de-pnl.html Arhivat în 12 februarie 2023, la Wayback Machine.